# Colpodium versicolor
Colpodium versicolor är en gräsart som först beskrevs av Christian von Steven, och fick sitt nu gällande namn av Johannes Theodor Schmalhausen. Colpodium versicolor ingår i släktet Colpodium, och familjen gräs. Inga underarter finns listade i Catalogue of Life.